# 可攜式機場
《可攜式機場》（日语：ポータブル空港）為日本動畫工作室吉卜力的子公司Studio Kajino（スタジオカジノ）與YAMAHA MUSIC COMMUNICATIONS合力製作的短篇動畫，在日本於2004年5月29日一同與《甜心戰士》真人版電影一同在戲院上映。
《可攜式機場》與後續另外兩部同為短篇動畫的《Space station No.9》及《飛天都市計畫》為有劇情相關性的三部作品之首部曲。

## 劇情簡介
動畫場景架構在一個幻想未來世界，在劇情裡的未來世界中人們有著可將書本內圖案給實體化、現實呈現在眼前的高科技技術。
故事描述著一名紅髮的少女偷偷跑去找她那身職公司總裁的父親、並淘氣地拿走她父親手上一本寫著「Portable Airport」的小冊子，而當她觸碰點選冊子的封面時，眼前場景立刻變成了一個人來人往、充滿著奇妙事物的機場。

## 製作群
- 導演：百瀨義行
- 音樂：中田康貴
- 其他人員：

| 大平晉也 大塚伸治 中島智成 內野友美 古城環 本田雄 田邊修 石井朋彥 | 米澤隆太 住谷真 佐多美保 佐佐木美和 芳野滿雄 垣田由紀子 宮澤康紀 涉谷勤 | 神村篤 高橋賢太郎 渡邊宏行 越島稔子 奧井敦 鈴木敏夫 增田敏彥 | 篠田周二 IMAGICA Production I.G T2 Studio |  |

## 其它
在動畫場景不時穿梭出現的「Contemode」為此篇作品的音樂負責人中田康貴與YAMAHA MUSIC COMMUNICATIONS一同成立並所屬的唱片公司。
背景音樂同由中田康貴與越島 稔子（こしじま としこ ）所組成的團體「Capsule」所配奏，並收錄在的專輯《S.F. sound furniture》裡。

## 外部連結
- （日語）百瀨義行與中田康貴關於動畫《可攜式機場》的對談錄Archive.today的存檔，存档日期2013-01-12
- （日語）百瀨義行的採訪（页面存档备份，存于）
- （日語）中田康貴的唱片公司Contemode（页面存档备份，存于）
- （日語）Capsule官方網站的專輯介紹